# Скопіївка
Скопії́вка — село в Україні, у Добровеличківській селищній громаді Новоукраїнського району Кіровоградської області. Населення становить 213 осіб. Орган місцевого самоврядування — Добровеличківська селищна рада.

## Історія
Село отримало назву від прізвища місцевого поміщика, на землях якого й було засноване, колезького реєстратора Івана Івановича Скопивого (нар. 1821). 

## Населення
Згідно з переписом УРСР 1989 року чисельність наявного населення села становила 237 осіб, з яких 106 чоловіків та 131 жінка.
За переписом населення України 2001 року в селі мешкало 213 осіб.

### Мова
Розподіл населення за рідною мовою за даними перепису 2001 року:
| Мова       | Відсоток |
| ---------- | -------- |
| українська | 91,55 %  |
| російська  | 5,63 %   |
| молдовська | 2,35 %   |
| білоруська | 0,47 %   |

## Відомі люди
В селі народилися:
- Добролежа Анатолій Тимофійович (1930—2009) — український художник.
- Добролежа Микола Тимофійович (1925—2008) — український художник.